# Plymsvansapor
Plymsvansapor (Pithecia) är ett släkte av primater som tillhör familjen Pitheciidae. I släktet finns flera arter. Det vetenskapliga namnet är bildat av det grekiska ordet för apa.

## Utbredning
Dessa primater lever i norra och mellersta Sydamerika. Deras utbredningsområde sträcker sig från södra Colombia över Ecuador och Peru till norra Bolivia samt till de centrala delarna av Brasilien.

## Utseende
Arterna i detta släkte är jämförelsevis små med lång svans. Pälsen är beroende på art svart, grå eller rödbrun. Några arter saknar hår i ansiktet. Extremiteterna är bra anpassade för livet i träd. Med deras kraftiga bakre extremiteter har dessa primater bra förmåga att hoppa. Kroppens storlek (huvud och bål) ligger mellan 30 och 70 cm och vikten går upp till 2 kilogram (vanligen 0,7 till 1,7 kilogram). Svansen är 25 till 55 centimeter lång.

## Levnadssätt
Plymsvansapor är aktiva på dagen. De lever i regnskogens träd och tar sig sällan ner till marken. Arten vistas i kulliga områden mellan 200 och 750 meter över havet. Oftast går de med alla fyra extremiteter men ibland står de på bakfötterna eller skuttar från träd till träd. När de sover rullar sig dessa djur ihop liksom katter.
Dessa djur lever i grupper som består av ett föräldrapar och deras ungar. Varje grupp har ett territorium som försvaras mot andra familjer. Plymsvansapor har olika ljud för att kommunicera. Höga skrik och ljud som liknar fågelsång används inom familjen. För att försvara sitt territorium utstöter de olika slags vrål.

## Föda
Plymsvansapor är allätare. De tar frukter, blad och blommor men även insekter och mindre ryggradsdjur.

## Fortplantning
Det finns inga särskilda tider för parningen. Efter dräktigheten som tar 150 till 180 dagar föder honan en unge. Efter cirka fyra månader slutar honan att ge di och efter ungefär tre år är ungdjuret könsmoget. Plymsvansapor kan bli upp till 14 år gamla.

## Hot
Liksom för andra djur i regnskogen är förstörelsen av deras levnadsområde en stor fara. Ibland jagas de för köttets skull. IUCN listar Pithecia albicans som sårbar (VU) och alla andra arter som livskraftig (LC).

## Arterna
Enligt Wilson & Reeder (2005) utgörs släktet av fem arter:
- Pithecia aequatorialis bebor ett mindre område i norra Peru och östra Ecuador. Denna art fick först 1985 en vetenskaplig beskrivning.
- Pithecia albicans  har huvudsakligen rödbrun päls. Baksidan och svansen är svart och extremiteterna samt buken är mer rödaktiga. Arten förekommer i västra delen av den sänka som bildas av Amazonfloden.
- Pithecia irrorata  lever i västra Brasilien och norra Bolivia.
- hos Pithecia monachus är pälsen på ovansidan grå och på buken svart. Denna art lever i Colombia, Peru, Ecuador och nordvästra Brasilien.
- hos sakiapan (Pithecia pithecia) har hannarnas ansikte en påfallande vit färg. Honor bär bara en ljusare strimma vid kinden. De förekommer i Venezuela, Guyana, Surinam och nordöstra Brasilien.

IUCN godkänner ytterligare en art. Den listades tidigare som underart till Pithecia irrorata.
- Pithecia vanzolinii

En taxonomisk revision från 2014 beskriver 16 arter i släktet plymsvansapor. Utöver de ovan nämnda listas:
- Pithecia cazuzai
- Pithecia chrysocephala
- Pithecia hirsuta
- Pithecia inusta
- Pithecia isabela
- Pithecia milleri
- Pithecia mittermeieri
- Pithecia napensis
- Pithecia pissinattii
- Pithecia rylandsi